# Ministre-juge
On appelle ministre-juge l’ancienne pratique de droit administratif français qui faisait de tout ministre un juge de droit commun en premier ressort pour les affaires administratives contentieuses ressortissant à ses attributions. L’arrêt Cadot du Conseil d’État du 13 décembre 1889 a mis fin à cette pratique, en se reconnaissant compétent pour connaître d’un recours en annulation d’une action administrative.

## Notion
Avant 1889, tout ministre, pour les affaires administratives contentieuses ressortissant à ses attributions, était juge de droit commun en premier ressort. Le terme de « ministre-juge » ou « administrateur-juge » est employé dans la conception doctrinale et jurisprudentielle jusqu'en 1889.
Comme il n'existait jusqu'au XIXe siècle aucune « juridiction administrative », la victime d'un comportement administratif litigieux n'avait pas d'autre solution que de s'adresser directement au ministre, par un recours gracieux.
La décision rendue par le ministre pouvait être frappée d'appel auprès du chef de l'État lui-même, en tant que chef suprême de l'administration. Dans la pratique, il consultait le Conseil d'État, au sein duquel avait été créée, par les décrets du 11 juin et 22 juillet 1806, une section du contentieux.
Il s'agissait donc d'un système de justice retenue, puisque les décisions étaient rendues au nom du chef de l'État, ce qui leur donnait par ailleurs leur autorité. Ainsi, peu à peu le Conseil d'État développe une fonction contentieuse jugeant les réponses des ministres à propos de litiges avec les administrés. 

## Revirement
Cette conception a été abandonnée avec l’arrêt Cadot du Conseil d'État du 13 décembre 1889, qui a donné une compétence générale à la juridiction administrative. On passe d'un système de justice retenue à un réel système de justice déléguée. 
En effet, par cette décision, le Conseil d’État a affirmé qu’il était compétent pour connaître de tout recours en annulation dirigé contre une décision administrative, sauf si un texte en disposait autrement de façon expresse. Jusqu’alors, le Conseil d’État n’était donc compétent pour connaître d’un recours en annulation que dans la mesure où un texte l’avait expressément prévu (juridiction d'attribution). À défaut, les ministres disposaient de la compétence générale pour se prononcer sur les recours dirigés contre les décisions administratives. L'arrêt Cadot engendre donc un renversement de la compétence générale au profit du juge administratif, ce qui a pu être motivé par la volonté d'une meilleure soumission de l'administration au droit.

## Compléments